# Du Maurier Open 2000
Die du Maurier Open 2000 waren die 111. Ausgabe des Hartplatztennisturniers. Das Turnier war sowohl als Masters-Turnier Teil der männlichen ATP-Serie, als auch Teil der weiblichen WTA Tour und hatte dort den Stellenwert eines Tier I-Turniers. Das Preisgeld bei den Herren betrug 2.450.000 US-Dollar, bei den Damen 1.080.000 US-Dollar. Es war das letzte Mal, dass die Zigarettenmarke du Maurier der Titelsponsor war, da Tabakwerbung von da an verboten war.
Das Herrenturnier fand vom 31. Juli bis 6. August 2000 im National Tennis Centre in Toronto statt, das Damenturnier vom 12. bis 20. August im Stade Uniprix in Montreal.
Bei den Damen gelang Martina Hingis die Titelverteidigung im Einzel und darüber hinaus der Sieg in der Doppelkonkurrenz mit ihrer Partnerin Nathalie Tauziat. Es war Hingis fünfter Einzel- und dritter Doppeltitel der Saison, die beiden vorigen Titel hatte sie allerdings mit Mary Pierce gewonnen. Für Tauziat war es der zweite Doppeltitel der Saison.

## Herren
→ Hauptartikel: du Maurier Open 2000/Herren
→ Qualifikation: du Maurier Open 2000/Herren/Qualifikation

## Damen
→ Hauptartikel: du Maurier Open 2000/Damen
→ Qualifikation: du Maurier Open 2000/Damen/Qualifikation